# Rosendo Ribeiro de Sousa
Rosendo Ribeiro de Sousa (24 de agosto de 1885 - 28 de outubro de 1938), foi um jornalista e professor brasileiro nascido na localidade de Vila Coité, hoje município de Aratuba, no Estado Federado do Ceará.
Foi inveterado monarquista, pelo que chefiou o movimento patrianovista no Estado do Ceará e dirigiu, no município de Fortaleza, o jornal "O Império", órgão oficial do Conselho Imperial Patrianovista na região, cujas atividades foram suspensas por ocasião do Estado Novo chefiado por Getúlio Vargas, político em defesa de quem partira Rosendo poucos anos antes quando das vésperas da Revolução Constitucionalista de 1932.
Foi também professor na antiga Sociedade Fênix Caixeiral, nobre associação fortalezense que reuniu parcela relevante dos profissionais liberais e intelectuais alencarinos do século XX.